# Drużynowe mistrzostwa Polski w łyżwiarstwie szybkim
Drużynowe mistrzostwa Polski w łyżwiarstwie szybkim – polskie rozgrywki zespołowe w łyżwiarstwie szybkim.
Drużynowe mistrzostwa Polski były rozgrywane po zakończeniu II wojny światowej w okresie od 1946 do 1978, z przerwą na lata 1973-1975.
Początkowo uczestnicy zawodów startowali bez ograniczeń wiekowych. Od 1965 w zawodach obowiązkowo musieli uczestniczyć zawodnicy zarówno w wieku seniorskim jak i juniorskim. W mistrzostwach klasyfikowano zespoły bez podziału na płeć. Tę zasadę zmieniony w dwóch ostatnich edycjach, gdy osobno sklasyfikowano zespoły kobiet i mężczyzn.

## Edycje
| Rok                                            | Złoty medal                              | Srebrny medal | Brązowy medal | Źródła |
| ---------------------------------------------- | ---------------------------------------- | ------------- | ------------- | ------ |
| 1946                                           | Legia Warszawa                           |               |               |        |
| 1947                                           | Legia Warszawa                           |               |               |        |
| 1948                                           | Legia Warszawa                           |               |               |        |
| 1949                                           | Legia Warszawa                           |               |               |        |
| 1950                                           | Legia Warszawa                           |               |               |        |
| 1951                                           | CWKS Warszawa                            |               |               |        |
| 1952                                           | CWKS Warszawa                            |               |               |        |
| 1953                                           | CWKS Warszawa                            |               |               |        |
| 1954                                           | Gwardia Warszawa                         |               |               |        |
| 1955                                           | CWKS Warszawa                            |               |               |        |
| 1956                                           | CWKS Warszawa                            |               |               |        |
| 1957                                           | CWKS Warszawa                            |               |               |        |
| 1958                                           | CWKS Warszawa                            |               |               |        |
| 1959                                           | Legia Warszawa                           |               |               |        |
| 1960                                           | Legia Warszawa                           |               |               |        |
| 1961                                           | WKS Zakopane                             |               |               |        |
| 1962                                           | Legia Warszawa                           |               |               |        |
| 1963                                           | Legia Warszawa                           |               |               |        |
| 1964                                           | Legia Warszawa                           |               |               |        |
| 1965                                           | Sarmata Warszawa                         |               |               |        |
| 1966                                           | Legia Warszawa                           |               |               |        |
| 1967                                           | Orzeł Elbląg                             |               |               |        |
| 1968                                           | Legia Warszawa                           |               |               |        |
| 1969                                           | SNPTT Zakopane                           |               |               |        |
| 1970                                           | SNPTT Zakopane                           |               |               |        |
| 1971                                           | Legia Warszawa                           |               |               |        |
| 1972                                           | Olimpia Elbląg                           |               |               |        |
| W latach 1973–1975 mistrzostw nie organizowano |                                          |               |               |        |
| 1976                                           | Olimpia Elbląg (k) Podhale Nowy Targ (m) |               |               |        |
| 1977                                           | Olimpia Elbląg (k) Podhale Nowy Targ (m) |               |               |        |
| 1978                                           | Olimpia Elbląg (k) Marymont Warszawa (m) |               |               |        |